# Mara Lee
Mara Lee, egentligen Maria Lee Gerdén, född 15 december 1972 i Sydkorea och uppvuxen i Osby, Skåne, är en svensk författare och översättare.
Debutboken Kom (2000) är en lyrisk berättelse som behandlar frågor kring makt, sexualitet och femininet. Den blev nominerad till Borås tidnings debutantpris. Romanen Ladies är översatt till en rad språk, bland annat franska (Beautés volées), tyska (Die Makellosen), norska, danska och finska. 
Hon skriver också essäistik och har undervisat vid Biskops-Arnös Författarskola. Hon har översatt Röd självbiografi och Makens skönhet av den kanadensiska poeten Anne Carson. Mara Lee disputerade år 2014 i ämnet litterär gestaltning vid Göteborgs universitet med den konstnärliga avhandlingen När Andra skriver: Skrivande som motstånd, ansvar och tid.

## Bibliografi

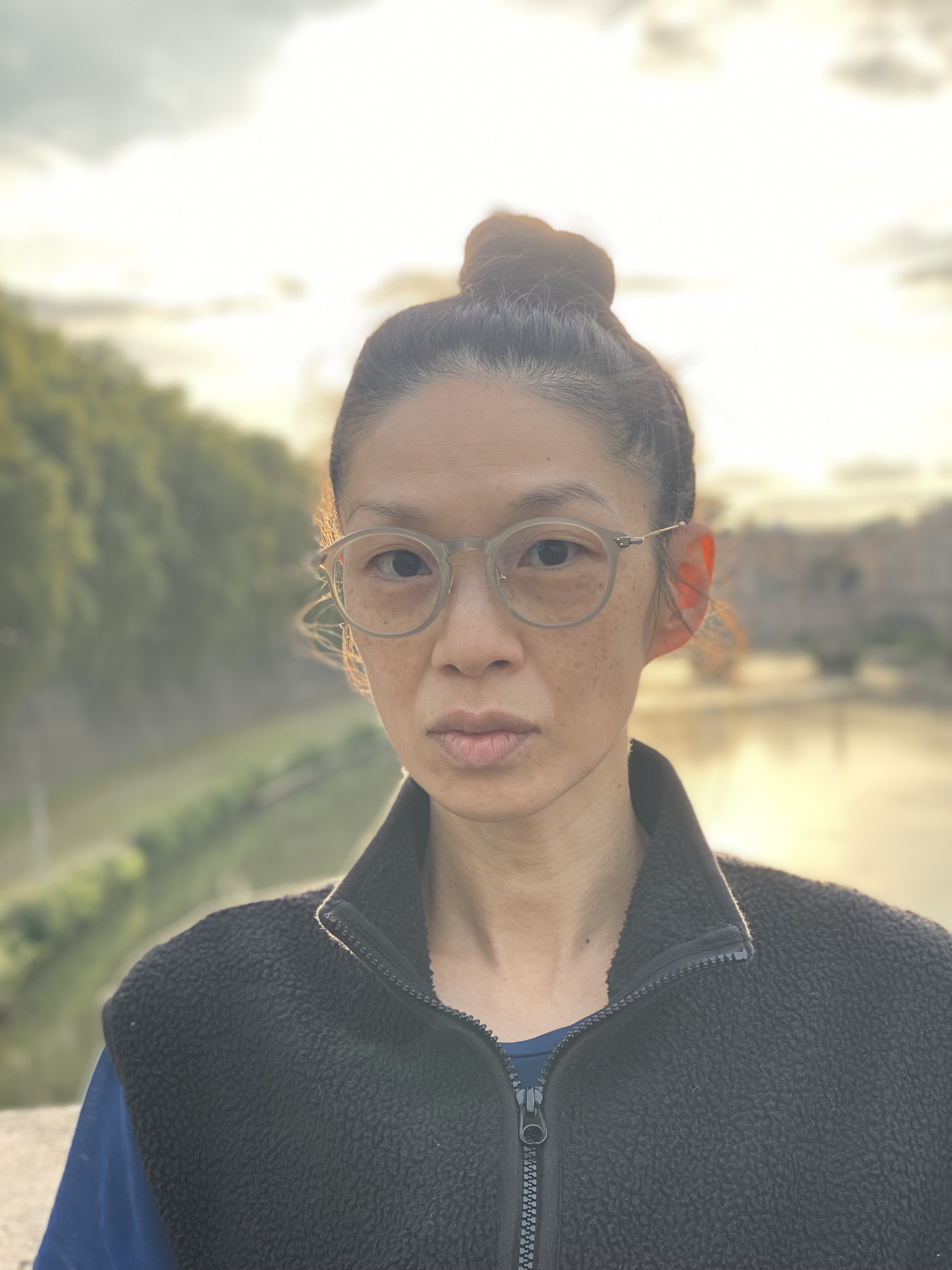
Mara Lee, 2020

## Priser
- 2011 – Svenska Dagbladets litteraturpris för Salome.[8]
- 2012 – P O Enquists pris[9]
- 2019 – Gerard Bonniers lyrikpris för Kärleken och hatet[10]
- 2024 – Svenska Akademiens franska stipendium